# Болуш
Болуш (в других списках Блуш, Булуш) — первый половецкий хан, упомянутый в русских летописях.

## Биография
Первый половецкий хан, который привёл половцев на русские земли.
В 1054 или 1055 году привёл войско в пределы Переяславского княжества. Князь Всеволод Ярославич заключил с ними мир, обменявшись подарками, и половцы возвратились назад в свои степи:
приходи Болушь с половьци, и створи Всеволодъ миръ с ними, и возвратишася половци вспять, отнюду же пришли
В дальнейшем не упоминается.

## Интерпретация историками
Историками в целом встреча оценивается как враждебная. А. А. Инков сравнивает записи в летописях о встрече с Болушем и встрече с печенегами за сто лет до этого (последняя считается дружеской), не видит существенных различий и вслед за Л. Н. Гумилёвым считает, что встреча с Болушем также была мирной.
Подробности, приводимые сторонниками враждебности встречи (П. В. Голубовским, И. У. Будовницем, В. Л. Егоровым), Инков считает носящими «исключительно мифотворческий характер» и фантазиями «не в меру увлекшихся исследователей», указывая на отсутствие последующих упоминаний половцев в летописях до 1061 года.
Болуш также упоминается как возможное объяснение одного из «тёмных» мест в «Слове о полку Игореве»:
«Се бо готския красныя девы… поютъ время Бусово»
Энциклопедия «Слова о полку Игореве» указывает среди сторонников предположения о том, что Бус — это Болуш, Н. Ф. Грамматина (который высказал его ещё в 1823 году), Д. Н. Дубенского, О. Ф. Миллера, А. И. Смирнова, Н. К. Гудзия, И. П. Ерёмина.
А. А. Потебня выводил из имени хана название Бусовой горы под Киевом.